# Myotis elegans
Myotis elegans — вид роду Нічниця (Myotis).

## Поширення, поведінка
Проживання: Беліз, Коста-Рика, Сальвадор, Гватемала, Гондурас, Мексика, Нікарагуа. Зустрічається від низовини до 750 м. Цей вид можна знайти в листяних і вічнозелених лісах.